# Хейнс, Линда
Линда Хейнс (англ. Linda Haynes; в девичестве Линда Ли Сильвандр (англ. Linda Lee Sylvander); 4 ноября 1947, Майами, Флорида — 17 июля 2023, Саммервилл, Южная Каролина) — американская актриса, снявшаяся в нескольких фильмах 1970-х и начала 1980-х годов. После ухода из кинобизнеса стала секретарём в юридической фирме. Член Актёрской студии имени Ли Стрибера. Известна своими ролями в фильмах Кофи, Дорогая моя и Раскаты грома.

## Ранние жизнь и карьера
Родилась 4 ноября 1947 года в Майами, штат Флорида. Выросла также в Каракасе, Венесуэла. Была старшей из трёх дочерей родителей шведского происхождения. Начала свой актёрский дебют в фильме Latitude Zero 1969 года, в котором также снимались Сезар Ромеро, Ричард Джекел и Джозеф Коттен. Позже она снялась в фильмах Кофи (1973), Дорогая моя (1974), Бассейн смерти (1975), Раскаты грома (1977), Эксперименты над людьми (1979), Трагедия Гайаны: История Джима Джонса (1980) и Брубейкер (1980). Также появлялась в одном из эпизодов телесериала 1974 года Paper Moon, сыграв Бонни Паркер.
Она оставила актёрскую карьеру в 1980 году, а в 1995 году её нашёл режиссёр Квентин Тарантино и писатель Том Грейвз. В 2015 году Грейвз опубликовал подробный портрет об актрисе под названием Blonde Shadow: The Brief Career and Mysterious Disappearance of Actress Linda Haynes, вошедший в его сборник Louise Brooks, Frank Zappa, & Other Charmers & Dreamers.

## Критическое восприятие
Хотя до сих пор не было масштабных работ, посвящённых её карьере, Грейвз и Тарантино далеко не единственные, кто отмечает профессионализм Хейнс — правда, некоторые критики указывают и на то, что режиссёры не всегда могли правильно использовать её талант. В своей рецензии на фильм Раскаты грома в журнале New York Magazine за 1977 год Молли Хаскелл писала:
Мужчины… смотрятся лучше женщин, потому что им не нужно говорить. Линда Хейнс, которая была такой живой и настоящей в фильме Роберта Маллигана Дорогая моя, получила самую неблагодарную роль — терпеливой женщины, которая заполняет паузы болтовнёй.
В своей книге, посвящённой теме войны и её влияния на кино, автор Эмметт Эрли также анализировал этот же фильм:
Линда Хейнс играет барменшу с осторожным отчаянием. После одного из жестоких инцидентов, в которые вовлек её персонаж Чарли, она говорит: «Почему я всегда связываюсь с сумасшедшими мужчинами?» На это он отвечает: «Потому что других уже не осталось». Он говорит, что он уже мёртв, когда она пытается заняться с ним любовью. Как и Чарли, фильм так и не смог раскрыть весь потенциал её таланта.
Обозреватель журнала Slant Magazine Фернандо Кроуче, который ранее называл Хейнс «забытой актрисой», отмечая DVD-выпуск фильма 2011 года, пишет, что главный герой (в исполнении драматурга Джейсона Миллера):
тем не менее сохраняет остатки внутреннего достоинства благодаря своей «крэкерской жене» Саре (забытая актриса Линда Хейнс — своего рода более скромная версия Сисси Спейсек, способная передать целую жизнь одним движением бёдер).
Критик Гленн Эриксон также отмечает, что «чрезвычайно преданная… бывшая танцовщица» в исполнении «удивительной Линды Хейнс».

## Смерть
Линда Хейнс скончалась в городе Саммервилл, штат Южная Каролина 17 июля 2023 года в возрасте 75 лет. От неё остались сын и двое внуков.